# 天然和尚
天然和尚（1608年—1685年），明末清初廣東佛教中的領袖人物。名函昰，字麗中，法名函呈，別字天然。俗姓曾，番禺人，世為番禺望族，初名起莘，字宅師，又號瞎堂。嗣法長慶空隱道獨；天然和尚乃曹洞宗第三十四傳。
崇禎十四年（一六四一年）道獨禪師應請返錫嶺海，住持羅浮山華首台，天然受任為首座，助師宏揚佛法。崇禎十五年，和尚省親於廣州之際，於名士陳子壯率引諸眾人士，延請天然和尚入住訶林（即光孝寺）開座說法。
和尚開法訶林，兼具擅長詩詞，從游者多有文人雅士，名公大夫，謂為法席興隆，聲名高尚。其間輾轉於廬山、福建和廣東，福州長慶、廬山歸宗及廣東光孝、海雲、海幢、丹霞、芥庵、華首台等諸名剎，大振宗風，道聲遠播。
永曆三年，住光孝寺，重修殿宇古蹟，多所興復，作「復風旛堂舊址」詩。乾隆《南海縣誌》載“順治六年，禪師開法訶林，重建風幡堂、敕經樓、方丈、筆授軒”。
康熙二十四年（一六八五年），所作《八月初五日示諸子》有句∶「床頭休問菊花期」。果於八月二十七日禪師圓寂於海雲寺方丈室。
天然和尚著述考:《楞伽心印》四卷，康熙刻本、嘉興續藏本、雍正海幢經坊本、日本續藏本。
《首楞嚴直指》十卷，康熙刻本、嘉興續藏本、日本續藏本。《金剛正法眼》今辯撰「行狀」謂「著有楞伽、楞嚴、金剛三疏行世。」《般若心經論》日本續藏本，此論載入嘉興續藏本「語錄」卷十二，以日本續藏經別出單行。
《天然昰禪師語錄十二卷》，嘉興續藏本，此書乾隆間列入「禁書目」，傳本極罕，故宮藏有一部。

## 生平
- 明崇禎六年（1633年）中舉。[1]
- 崇禎九年（1636年），至廬山黃岩寺拜謁廣東南海的道獨和尚。
- 崇禎十二年（1639年）赴至廬山歸宗寺，拜道獨為師，削髮為僧，號天然和尚。
- 崇禎十四年（1641年），天然隨道獨至廣東羅浮山華首台，為該寺首座。
- 順治十八年（1661年）七月七日，天然應道獨詔赴芥庵，農曆七月二十二日，侍師尊圓寂，八月奉道獨立塔於羅浮山華首台之南，繼主華首台法席，成為曹洞宗第三十四代傳人，常居東莞芥庵。
- 分別在廣州海幢寺、番禺海雲寺、鼎湖慶雲寺、潮州開元寺、丹霞山別傳寺、福州長慶寺、廬山歸宗寺、棲賢寺、淨成寺住持和發展法系徒眾。[4]

## 著述
- 《愣伽心印》四卷
- 《楞嚴經直指》十卷
- 《天然語錄》十二卷
- 《瞎堂詩集》二十卷
- 《金剛正法眼》
- 《般若心經論》
- 《天然昰禪師語錄》

## 外部連結
- 天然和尚——相关著述（页面存档备份，存于）